# Lily Granado
Lily Granado, talvolta accreditata come Lilli Granado o Lilly Granado (Chambéry, 28 agosto 1922 – Roma, 12 dicembre 1960), è stata un'attrice francese attiva negli anni quaranta e cinquanta nel cinema italiano.
Nel medesimo periodo è stata anche attrice nel teatro di rivista, lavorando nella compagnia di Erminio Macario.

## Filmografia
- Il vagabondo, regia di Oreste Biancoli e Carlo Borghesio (1941)
- 07... tassì, regia di Riccardo Freda e Marcello Pagliero (1945)
- O sole mio, regia di Giacomo Gentilomo (1946)
- Ci troviamo in galleria, regia di Mauro Bolognini (1953)
- Girandola 1910, episodio di Amori di mezzo secolo, regia di Antonio Pietrangeli (1954)
- Gli amori di Manon Lescaut, regia di Mario Costa (1954)
- Gran varietà, regia di Domenico Paolella (1955)
- Le signorine dello 04, regia di Gianni Franciolini (1955)
- Peccato di castità, regia di Gianni Franciolini (1956)
- Le fatiche di Ercole, regia di Pietro Francisci (1958)
- La dolce vita, regia di Federico Fellini (1960)
- Gastone, regia di Mario Bonnard (1960)

## Il varietà teatrale
- Carosello di donne, rivista di Ripp e Bel Ami, con Macario, Wanda Osiris, Erika Sandri, Lily Granado, Elba Elbano 1939.
- Noi..ricchi, con Nino Taranto, Lilly Granado, Enzo Turco 1942 1943